# Hamish Henderson
James (Hamish) Scott Henderson (Blairgowrie, 11 november 1919 – Edinburgh, 8 maart 2002) was een Brits musicoloog en publicist.
Hij bestudeerde de traditionele volksmuziek van Schotland en werd door zijn moeder geïntroduceerd in de volkszang en het Gaelic, de Keltische taal van onder andere de Schotten. Hij was leerling van de Blairgowrie High School en het Dulwich College, Londen, en studeerde moderne talen in Cambridge. Hij deed dienst als inlichtingenofficier in Europa en Noord Afrika.
In 1951 begeleidde hij de Amerikaanse folklorist Alan Lomax op een verzameltoer in Schotland, het begin van zijn interesse in het Schotse folk materiaal en tradities. Henderson werd verzamelaar en later een permanente medewerker van de staf van de School of Scottish Studies in Edinburgh. Zijn specialiteit was het bestuderen van de travellers in de Schotse streken. Daarbij ontdekte hij een van de grootste traditionele zangeressen en verhalenvertelster van Schotland,Jeannie Robertson.
Henderson was betrokken bij het organiseren van de Edinburgh People’s Festivals in de vroege jaren van 1950. In 1967 wist hij de dochter van Jeannie Robertson, Lizzie Higgins te bewegen om mee te doen aan het festival; dat werd een groot succes. Hij schreef ook enige studies op zijn terrein.
Henderson ontving veel onderscheidingen en als gepensioneerde werd hij honorair medewerker aan de School of Scottish Studies. Hij stierf in Edinburgh op 8 maart 2002, omringd door zijn vrouw Kätzel en hun twee dochters.

## Discografie
- A' The Bairns O Adam by Hamish Henderson - A tribute album to the great man featuring a selection of his wonderful songs and poems
- Hamish Henderson Collects by Hamish Henderson - Songs, ballads and a story from The School of Scottish Studies Archives.
- Hamish Henderson Collects: Volume Two of Songs, ballads and a story from the School of Scottish Studies Archives.

- Bibliothèque nationale de France: cb123201192 (data)
- Gemeinsame Normdatei: 136352138
- International Standard Name Identifier: 0000 0000 6305 2749
- Library of Congress Control Number: nr88009002
- MusicBrainz: 2eea8897-ed10-4fc3-a21d-31a3149f78d2
- Nationale Bibliotheek van Israël: 987007436042105171
- Nederlandse Thesaurus van Auteursnamen: 07074405X
- SNAC: w67n633d
- Système universitaire de documentation: 088402142
- Virtual International Authority File: 32066732
- WorldCat: E39PBJxRBHmW36D9jYK3mpm8G3